# 黃裕昇
黃裕昇（1968年5月3日—），台灣雲林人，台灣電視節目製作人，畢業於台北藝術大學戲劇系。曾經任職映畫傳播總經理，現任職聚星文創董事總經理、種草影視總經理、虹創文化總經理、紅杉娛樂執行董事、開心麻花顧問、斐設有限公司策略長。
二十五年綜藝節目製作經驗，2000年於台灣週六黃金檔製作TV三賤客節目，收視率連年居冠，節目單元TV搜查線更讓主持人羅志祥與黑人迅速在內地建立高知名度。2005年製作快樂星期天－校園歌喉戰，該節目被譽為近代選秀節目的始祖，成功捧紅了包小松、包小柏以及黃舒駿等選秀評委。代表作有TV三賤客、快樂星期天、Mr.J頻道、SS小燕之夜、哈林哈時尚、給你哈音樂、華視天王豬哥秀…等經典綜藝。
2016年成立聚星文創娛樂事業股份有限公司，並與阿里巴巴合作，於淘寶直播平台製作首檔電商娛樂互動明星綜藝直播節目憲在出發，主持人為吳宗憲。2017年結合淘寶直播與淘寶眾籌，製作大型眾籌實戰真人秀電商娛樂節目今晚佼點，主持人為黃子佼。曾創下僅僅兩個小時就3500多萬的點贊！光在20秒之內，就賣出了1500件黑面膜！超過了400萬的銷售額，每場轉化率高達20%。天貓雙11全球狂歡節專檔直播更創下觀看人數 2643萬人的傲人成績。
2020年將事業版圖觸及影視投資，投資製作月老、詭扯、初戀慢半拍、罪後真相、我的婆婆怎麼把OO搞丟了、關於我和鬼變成家人的那件事…等電影作品。
2022年成立種草影視行銷股份有限公司，健全影視產業的商務制度，透過觀眾數據與行銷工具，讓影視置入與企業資源共合共好。

## 綜藝節目製作
- 1993年

進入傳播行業，擔任助理編劇、執行、策劃等職務。
- 2000年

首次擔任製作人的節目為華視綜藝節目《歌王俱樂部》。
- 2001年

製作華視綜藝節目《TV三賤客》、《TV搜查線》（從《TV三賤客》獨立的節目），捧紅了羅志祥、陳建州、川島茉樹代(Makiyo)、S.H.E等藝人。此新型態的綜藝節目，紅遍兩岸三地，收視長年居冠。
- 2003年

製作華視知名綜藝節目《快樂星期天》，前期為綜藝型態，主持人為張小燕、S.H.E、羅志祥、卜學亮、黃子佼
- 2005年

製作《快樂星期天-校園歌喉戰》，為選秀節目，捧紅了三位毒舌評審包小松、包小柏、黃舒駿，暢銷歌手韋禮安即是從本節目出道，被視為兩岸近代歌唱選秀原創的始祖節目。
- 2008年

與日本早安家族合作，製作《早安家族New Star》，本節目是日本早安家族首次與台灣合作的大型海外選秀節目，最終台灣選出六位成員組成「冰淇淋少女組」加入日本早安家族。而之後活躍於台灣樂壇的女孩組合「大小姐」也是由這個節目出道。
- 2009年

製作八大綜合台節目《但是又何奈》，主持人為蔡康永。
- 2010年

擔任中天電視周杰倫首度主持的《Mr.J頻道》，以及綜藝大姐大張小燕所主持的《SS小燕之夜》節目製作人。
- 2011年

與庾澄慶合作，製作音樂類型節目《給你哈音樂》，入圍金鐘獎。另外同樣與庾澄慶合作，製作跨越兩岸平台(內地土豆網) 的節目《哈林哈時尚》。
- 2012年

製作中視綜藝節目《萬秀豬王》，主持人為豬哥亮、陳亞蘭。
- 2013年

與日本合作，製作東森節目《絕對不單淳》，主持人為日本知名節目主持人田村淳以及張善為。另外同樣與日本合作，製作時尚節目《美！少女聖典》，主持人為蝴蝶(愷樂)、佐藤麻衣。
- 2015年

製作華視綜藝節目《華視天王豬哥秀》，主持人為豬哥亮、陳亞蘭。
- 2016年

成立聚星文創娛樂事業股份有限公司
- 2016年

與阿里巴巴合作，於淘寶直播平台製作首檔娛樂互動明星綜藝直播節目《憲在出發》，主持人為吳宗憲。
- 2017年

與阿里巴巴合作，結合淘寶直播與淘寶眾籌，製作大型眾籌實戰真人秀節目《今晚佼點》，主持人為黃子佼。
- 2017年

被中國舞台劇權威「開心麻花」 （北京）網羅任職為公司顧問
- 2018年

受邀擔任《第53屆電視金鐘獎》評審
．2019年
受邀擔任《第54屆電視金鐘獎》評審

### 綜藝節目
- 雞蛋碰石頭
- 金曲龍虎榜
- 綜藝大聯盟
- 冠軍家庭TV秀
- 聰明孩子王
- 全能綜藝通
- 我愛龍珠
- 好運旺旺來
- 歌王俱樂部
- 歡樂在周六
- TV三賤客
- 王牌接班人
- 快樂星期天
- TV大賤客
- 綜藝康康COME
- TV搜查線
- 愛上星期六
- 千萬大挑戰
- 幸福加油站
- 康康大網咖
- 娛樂大網咖
- 日本再發現
- 成名一瞬間
- 皇家女子學院
- 幸福向前衝
- 早安家族
- 娛樂大發現
- 哈林老師好
- 國人都叫好
- 但是又何奈
- 娘娘駕到
- Mr.J頻道
- SS小燕之夜
- 金曲超級星
- 小孩很忙
- 漢寶開麥拉
- 給你哈音樂
- 哈林哈時尚
- YoYo 嘻遊記
- 今晚淘汰誰
- 城功富產科
- 青春猛回頭
- 萬秀豬王
- 就是愛RUN玩
- 好膽你就來
- 美!少女聖典
- 絕對不單淳
- 音樂創世紀
- 流行新勢力
- 華視天王豬哥秀
- 我們都來了
- 我是美喉王
- 夢想星巴士
- 全民一起來
- 淘寶直播-憲在出發
- 淘寶直播-今晚佼點

## 戲劇
- 2014年

製作TVBS戲劇《A咖的路》，由吳慷仁、夏于喬、李政穎、雷瑟琳領銜主演。
- 2016年

製作TVBS戲劇《遺憾拼圖》，由楊貴媚、謝佳見、黃姵嘉、張懷秋、朱芷瑩、李易領銜主演。
- 2017年

與中國舞台劇權威「開心麻花」及庾澄慶合作，共同推出音樂舞台劇《西哈遊記》。由沙寶亮飾演孫悟空，吳莫愁飾演沙小妹，劉思維飾演紅孩兒。

## 電影
- 2017年

與HTC VIVE合作，推出世界首部華語VR電影『家在蘭若寺』，本片入圍「第74屆威尼斯影展」，由蔡明亮導演執導，顛覆傳統的電影拍攝及觀影習慣，變革戲劇的空間概念。
．2021年
投資製作電影《月老》，柯震東、王淨、宋芸樺、馬志翔主演。本片榮獲第58屆金馬獎最佳視覺效果、最佳音效、最佳造型設計三項大獎。並於2022年台北電影獎榮獲最佳男主角(柯震東)、最佳導演(九把刀)、最佳視覺效果三項大獎。電影票房更衝破2億6千萬台幣。
．2021年
投資製作電影《詭扯》，陳柏霖、陳以文、劉冠廷、黃尚禾、林鶴軒及百白主演。本片榮獲韓國富川國際奇幻影展評審團大獎。2021年台北電影獎榮獲最佳男配角(劉冠廷)、最佳女配角(百白)。第58屆金馬獎榮獲最佳男配角(劉冠廷)。
．2022年
投資製作電影《初戀慢半拍》，柯震東、徐若瑄、于子育、范少勳主演。本片在2022年4月25日於義大利遠東影展全球首映，並作為2022年台北電影節開幕片。本片另入選紐約亞洲影展、多倫多亞洲國際影展等。
．2022年
投資製作電影《罪後真相》，張孝全、陳昊森、方郁婷主演。
．2023年
投資製作電影《我的婆婆怎麼把OO搞丟了》，鍾欣凌、黃姵嘉、許傑輝、張書偉、邱凱偉(Darren)、王少偉、楊銘威、蘇晏霈、林筳諭(勇兔)、炎亞綸主演。
．2023年
投資製作電影《關於我和鬼變成家人的那件事》，許光漢、林柏宏、王淨主演。

## 音樂
- 2013年

與庾澄慶合作，於其專輯《關不掉的月光》共同填詞《下個雨季》和《凱文克萊不讓步》。
- 2014年

與吳莫愁合作，於其專輯《無所不在》與庾澄慶共同填詞主打歌《Super MO》。

## 專案活動
- 2011愛傳承關懷演唱會
- 2013文化部-李安系列活動
- 2013台中跨年晚會
- 2013年貢寮海洋音樂祭
- 2013四海同心聯歡大會
- 2014四海同心聯歡大會
- 2015四海同心聯歡大會
- 2015桃園鐵玫瑰音樂祭系列活動
- 2016桃園鐵玫瑰音樂祭系列活動